# Joseph Helffrich
Pour les articles homonymes, voir Helffrich.
Joseph Helffrich (12 janvier 1890 à Mannheim - 26 décembre 1971) est un astronome allemand.
Il soutient sa thèse de doctorat en 1913 au Landessternwarte Heidelberg-Königstuhl (observatoire du Königstuhl situé près de Heidelberg) à l'université de Heidelberg .
À l'époque, l'observatoire de Heidelberg est un important centre de recherche d'astéroïdes dirigé par Max Wolf, et durant son séjour, Helffrich y découvre plusieurs astéroïdes.
L'astéroïde (2290) Helffrich est nommé en son honneur.

## Liste des astéroïdes découverts
| (697) Galilea     | 14 février 1910 |
| (698) Ernestina   | 5 mars 1910     |
| (699) Hela        | 5 juin 1910     |
| (700) Auravictrix | 5 juin 1910     |
| (701) Oriola      | 12 juillet 1910 |
| (702) Alauda      | 16 juillet 1910 |
| (706) Hirundo     | 9 octobre 1910  |
| (708) Raphaela    | 3 février 1911  |
| (709) Fringilla   | 3 février 1911  |
| (713) Luscinia    | 18 avril 1911   |
| (714) Ulula       | 18 mai 1911     |
| (2056) Nancy      | 15 octobre 1909 |
| (3861) Lorenz     | 30 mars 1910    |